# Oswego (New York)
Oswego ist eine Kleinstadt im Oswego County im US-Bundesstaat New York und gleichzeitig dessen Verwaltungssitz (County Seat). Das U.S. Census Bureau hat bei der Volkszählung 2020 eine Einwohnerzahl von 16.921 ermittelt.
Oswego liegt direkt am Ontariosee, weshalb sie sich selbst als „The Port City of Central New York“ bezeichnet.
Die State University of New York at Oswego liegt außerhalb der eigentlichen Stadtgrenzen im Westen. Nachbarorte sind Oswego Town, Minetto und Scriba.

## Geschichte
Die Geschichte Oswegos reicht zurück in das 17. Jahrhundert. Der Entdecker Samuel de Champlain wird als erster Europäer, der die Gegend erkundete, genannt. Die Briten gründeten dort 1722 Fort Oswego, einen verstärkten Handelsposten. 1755 wurde auf der anderen Seite des Flusses zusätzlich noch Fort Ontario gebaut, heute eine der Sehenswürdigkeiten der Stadt. Im Franzosen- und Indianerkrieg (1754–1763) wurde Fort Oswego kurzzeitig von den Franzosen besetzt.

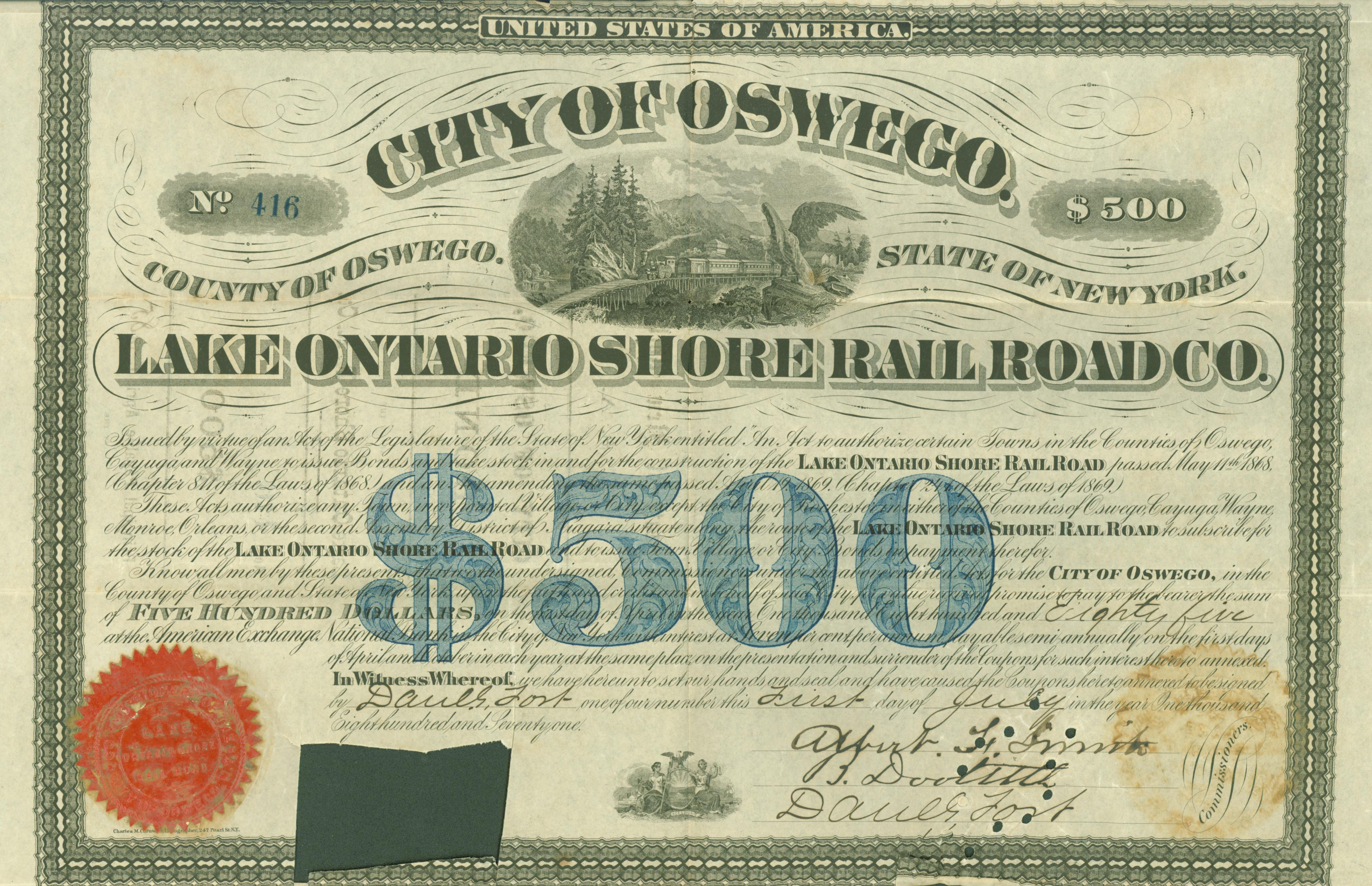
Anleihe der Stadt Oswego für den Bau der Lake Ontario Shore Rail Road vom 1. Juli 1871.

Im Jahre 1796 zogen sich die Briten aus Fort Oswego zurück und Siedler von der Ostküste und aus den östlichen Teilen New Yorks kamen in die Gegend. Im Britisch-Amerikanischen Krieg besetzten britische Streitkräfte kurzzeitig Fort Ontario. Offiziell wurde die Stadt im Jahr 1848 gegründet. Der damalige Aufschwung wurde im Wesentlichen durch die Existenz des Oswego Canal bedingt, einer Verbindung zwischen dem Eriekanal und dem Ontariosee. Die in der Stadt ansässigen Kaufleute gelangten durch den Handel mit Mehl, Weizen, Holz, Eisen, Salz und Maisstärke zu Reichtum. Durch den Hafen und die Tatsache, dass der Ort lange Zeit ein Eisenbahnknotenpunkt war, wurde in den folgenden Jahrzehnten die Entwicklung Oswegos zu einer modernen Stadt ebenfalls stark begünstigt.

## Geografie
Laut United States Census Bureau hat Oswego eine Fläche von 29,1 km², davon sind 19,8 km² Land und 9,2 km² Wasser.
Die Stadt liegt am südöstlichen Ufer des Ontariosees an der Mündung des Oswego River. Oswego liegt 56 km nördlich (eher nordwestlich) von Syracuse und 110 km östlich des am Südufer des Ontariosees liegenden Rochester.
Die New York State Route 481 verläuft von Nordwest nach Südost von Oswego zur nächstgelegenen Stadt Fulton und endet in North-Syracuse an der nach Syracuse führenden Interstate 81. Die New York State Route 104 verläuft von Ost nach West von Oswego nach Rochester.
Oswego ist eine der schneereichsten Städte Amerikas. In manchen Wintern gibt es eine Gesamtschneehöhe von 7,62 m. Die teilweise extremen Schneefälle führten zum Beispiel in den Jahren 1995 und 2007 zur mehrtägigen Einstellung des Schul- und Universitätsbetriebes.

## Bevölkerung
Nach offizieller Volkszählung hatte die Stadt 17.954 Einwohner, die sich auf 7.338 Haushalte verteilen. Die Bevölkerungsdichte beträgt somit 905 Menschen pro Quadratkilometer. Die meisten Einwohner (95,33 Prozent) sind Weiße; Hispanics und Latinos (2,8 Prozent), Afroamerikaner (1,04 Prozent), Asiaten (0,82 Prozent) und Amerikanische Ureinwohner (0,33) stellen zusammen mit den Angehörigen anderer bzw. unterschiedlicher ethnischer Herkunft (1,07 und 1,42 Prozent) die absolute Minderheit.

## Persönlichkeiten
- Mary Edwards Walker (1832–1919), Ärztin und Frauenrechtlerin, als einzige Frau mit der Medal of Honor ausgezeichnet
- Jean A. Duquette (1853–1902), kanadischer Geiger, Bratschist und Musikpädagoge
- John Francis Murphy (1853–1921), Landschaftsmaler
- Charles A. Talcott (1857–1920), Politiker, Vertreter von New York im US-Repräsentantenhaus
- Ernest Macdonald (1858–1902), Bürgermeister von Toronto
- Robert H. Gittins (1869–1957), Politiker, Vertreter von New York im US-Repräsentantenhaus
- Francis D. Culkin (1874–1943), Politiker, Vertreter von New York im US-Repräsentantenhaus
- Luther W. Mott (1874–1923), Politiker, Vertreter von New York im US-Repräsentantenhaus
- Richard Alfred Rossiter (1886–1977), Astronom
- Jared L. Bates (* 1941), Generalleutnant der United States Army
- George Bertsch (* 1942), Kernphysiker
- Joey Belladonna (* 1960), Rockmusiker
- Keala Kaumeheiwa (* 1966), Jazzmusiker
- Erik Cole (* 1978), Eishockeyspieler
- T. J. Fox (* 1984), Eishockeyspieler

## Politik und Verwaltung
Die gewählte Stadtverwaltung Oswegos besteht aus dem Bürgermeister und sieben Aldermen, welche jeweils von einem der sieben städtischen Wahlbezirke bestimmt werden. Des Weiteren unterhält die Stadt hauptamtliche Mitarbeiter in den üblichen städtischen Fachbereichen wie der Polizei, den Wasserwerken, der Müllentsorgung und anderen.